# Indutor
Tipos de indutores

Símbolo
Um indutor é um dispositivo elétrico passivo que armazena energia na forma de campo magnético, normalmente combinando o efeito de vários loops da corrente elétrica.
O indutor pode ser utilizado em circuitos como um filtro passa baixa, rejeitando as altas frequências.
Também costuma ser chamado de bobina, choke ou reator.

## Construção
Um indutor é geralmente construído como uma bobina de material condutor, por exemplo, fio de cobre. Um núcleo de material ferromagnético aumenta a indutância concentrando as linhas de força de campo magnético que fluem pelo interior das espiras. Indutores podem ser construídos em circuitos integrados utilizando o mesmo processo que é usado em chips de computador. Nesses casos, normalmente o alumínio é utilizado como material condutor. Porém, é raro a construção de indutores em CI's; eles são volumosos em uma pequena escala, e praticamente restritos, sendo muito mais comum o uso de um circuito chamado "gyrator", que utiliza um capacitor comportando-se como se fosse um indutor.
Pequenos indutores usados para frequências muito altas são algumas vezes feitos com um fio passando através de um cilindro de ferrite.

## Indutância
Indutância é a grandeza física associada aos indutores, é simbolizada pela letra L, medida em henry (H), e representada graficamente por um fio helicoidal. Em outras palavras é um parâmetro dos circuitos lineares que relaciona a tensão induzida por um campo magnético variável à corrente responsável pelo campo. A tensão entre os terminais de um indutor é proporcional à taxa de variação da corrente que o atravessa. Matematicamente temos:
{\textstyle u(t)=L{\frac {di(t)}{dt}}}
onde:
u(t) é a tensão instantânea -> sua unidade de medida é o volt (V)
L é a indutância -> sua unidade de medida é o henry (H)
i(t) é a corrente instantânea -> sua unidade de medida é o ampere (A)
t é o tempo (s)

## Energia
A energia (medida em joules, no SI) armazenada num indutor é igual à quantidade de trabalho necessária para estabelecer o fluxo de corrente através do indutor e, consequentemente, o campo magnético. É dada por:
{\displaystyle E_{\mathrm {armazenada} }={1 \over 2}LI^{2}}
onde I é a corrente que circula pelo indutor.

## Em circuitos elétricos

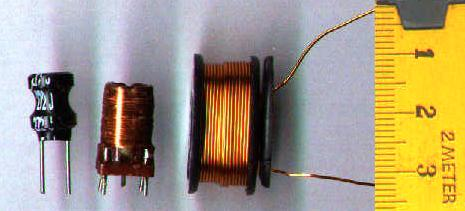
Indutores miniatura

Um indutor resiste somente a mudanças de corrente. Um indutor ideal não oferece resistência para corrente contínua, exceto quando a corrente é ligada e desligada, caso em que faz a mudança de modo mais gradual. Os indutores reais são construídos a partir de materiais com condutividade elétrica finita, que atenua até mesmo a corrente direta. Materiais supercondutores não oferecem resistência a passagem de correntes elétricas contínuas, e suas aplicações implicam propriedades distintas para os indutores feitos deste tipo de material.
No geral, a relação entre a variação da tensão de acordo com o tempo u(t) através de um indutor com indutância L e a variação da corrente de acordo com o tempo i(t) que passa por ele é descrita pela equação diferencial:
{\displaystyle u(t)=L{\frac {di(t)}{dt}}}
Quando uma corrente alternada (CA) senoidal flui por um indutor, uma tensão alternada senoidal (ou força eletromotriz, Fem) é induzida. A amplitude da Fem está relacionada com a amplitude da corrente e com a frequência da senóide pela seguinte equação:
{\displaystyle U=I\times \omega L}
onde ω é a frequência angular da senóide definida em termos da frequência f por:
{\displaystyle \omega =2\pi f\,}
A reatância indutiva é definida por:
{\displaystyle X_{L}=\omega L=2\pi fL\,}
onde XLé a reatância indutiva medida em Ohms (medida de resistência), ω é a freqüência angular, f é a frequência em hertz, e L é a indutância.
A reatância indutiva é o componente positivo imaginário da impedância.
A impedância complexa de um indutor é dada por:
{\displaystyle Z=j\omega L=j2\pi fL\ =jX_{L},}
onde j é a unidade imaginária.

## Análise de circuitos
Os problemas de análise de circuitos, que resultam num sistema de equações lineares, nos quais se busca encontrar os valores de corrente e de variação de tensão para cada componente (incógnitas) são resolvidos por extensão dos problemas de circuitos com apenas fontes e resistores. Neste modelo estendido, a indutância e a capacitância são consideradas como resistências complexas, que passam a se denominar impedância. Os resultados são interpretados na forma polar, sendo o ângulo do vetor encontrado interpretado como fase da corrente alternada ou tensão alternada.

## Redes de indutores
Ligação em paralelo

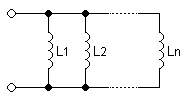
Representação esquemática de n indutores ligados em paralelo.

Cada indutor de uma configuração em paralelo possui a mesma diferença de potencial (tensão) que os demais. A indutância equivalente (Leq) é calculada por:
{\displaystyle {\frac {1}{L_{\mathrm {eq} }}}={\frac {1}{L_{1}}}+{\frac {1}{L_{2}}}+\cdots +{\frac {1}{L_{n}}}\Rightarrow L_{\mathrm {eq} }={\frac {\prod _{i=1}^{n}L_{i}}{\sum _{j=1}^{n}\prod _{k\neq j}L_{k}}}}
Ligação em série

Representação esquemática de n indutores ligados em série.

A corrente através de indutores em série permanece a mesma, mas a tensão de cada indutor pode ser diferente. A soma das diferenças de potencial é igual à tensão total. A indutância equivalente (Leq) é calculada por:
{\displaystyle L_{\mathrm {eq} }=L_{1}+L_{2}+\cdots +L_{n}\,\!}

## Fator Q
O fator Q de um indutor pode ser encontrado através desta fórmula, onde R é a resistência elétrica interna:
{\displaystyle Q={\frac {\omega {}L}{R}}}

## Aplicações
Os indutores estão relacionados aos eletromagnetos em estrutura, mas são usados para um propósito diferente: armazenar energia em um campo magnético.
Por sua habilidade de alterar sinais CA, os indutores são usados extensivamente em circuitos analógicos e processamento de sinais, incluindo recepções e transmissões de rádio. Como a reatância indutiva {\displaystyle X_{L}} muda com a frequência, um filtro eletrônico pode usar indutores em conjunto com capacitores e outros componentes para filtrar partes específicas da frequência do espectro.
Dois (ou mais) indutores acoplados formam um transformador, que é um componente fundamental de qualquer rede elétrica nacional.
Um indutor é normalmente usado como saída de uma fonte chaveada de alimentação. O indutor é carregado para uma fração específica da frequência de troca do regulador e descarregado pelo restante do ciclo. Esta relação de carrega/descarrega é o que reduz (ou impulsiona) a tensão de entrada para seu novo nível.

### Indutor 3D
O indutor 3D consolida a distribuição do campo magnético e o armazenamento de energia no espaço 3D - enquanto mantém a pouca impressão que se espera que caiba no chip. O indutor de microchip é capaz de dezenas de indução magnética no nível de militesla.